# Suliki
Suliki (deutsch Döhrings) ist ein kleiner Ort in der polnischen Woiwodschaft Ermland-Masuren und gehört zur Gmina Korsze (Stadt- und Landgemeinde Korschen) im Powiat Kętrzyński (Kreis Rastenburg).

## Geographische Lage
Suliki, nach 1945 kurzzeitig auch Dobroszewo, liegt am Flüsschen Guber in der nördlichen Mitte der Woiwodschaft Ermland-Masuren, 28 Kilometer nordwestlich der Kreisstadt Kętrzyn (deutsch Rastenburg).

## Geschichte
Das damalige große Vorwerk Döhrings und der heutige Weiler (polnisch Osada), nach 1772 Dehrings genannt, wurde 1372 gegründet. Im Jahre 1874 kam der Gutsbezirk Döhrings zum neu errichteten Amtsbezirk Prassen (polnisch Prosna) im Kreis Rastenburg im Regierungsbezirk Königsberg in der preußischen Provinz Ostpreußen.
Am 30. September 1928 gab Döhrings seine Selbständigkeit auf und schloss sich mit der Landgemeinde Oberteich (polnisch Stawnica) und den Gutsbezirken Klein Bloßkeim (Błuskajmy Małe) und Prassen (Prosna) zur neuen Landgemeinde Prassen zusammen.
Im Jahre 1945 kam Döhrings in Kriegsfolge mit dem gesamten südlichen Ostpreußen zu Polen und erhielt die polnische Namensform „Dobroszewo“, später „Suliki“. Der Ort ist heute eine Ortschaft im Verbund der Stadt- und Landgemeinde Korsze (Korschen) im Powiat Kętrzyński (Kreis Rastenburg), bis 1998 der Woiwodschaft Olsztyn, seither der Woiwodschaft Ermland-Masuren zugehörig.

## Kirche
Bis 1945 war Döhrings in die evangelische Kirche Leunenburg (polnisch Sątoczno) in der Kirchenprovinz Ostpreußen der Kirche der Altpreußischen Union sowie in die katholische Kirche Sturmhübel (polnisch Grzęda) im Bistum Ermland eingepfarrt. Heute gehört Suliki zur katholischen Pfarrei Sątoczno im jetzigen Erzbistum Ermland sowie zur evangelischen Pfarrei Kętrzyn (Rastenburg) mit den Filialkirchen Barciany (Barten) und Bartoszyce (Bartenstein) in der Diözese Masuren der Evangelisch-Augsburgischen Kirche in Polen.

## Östlicher Green-Velo-Radwanderweg

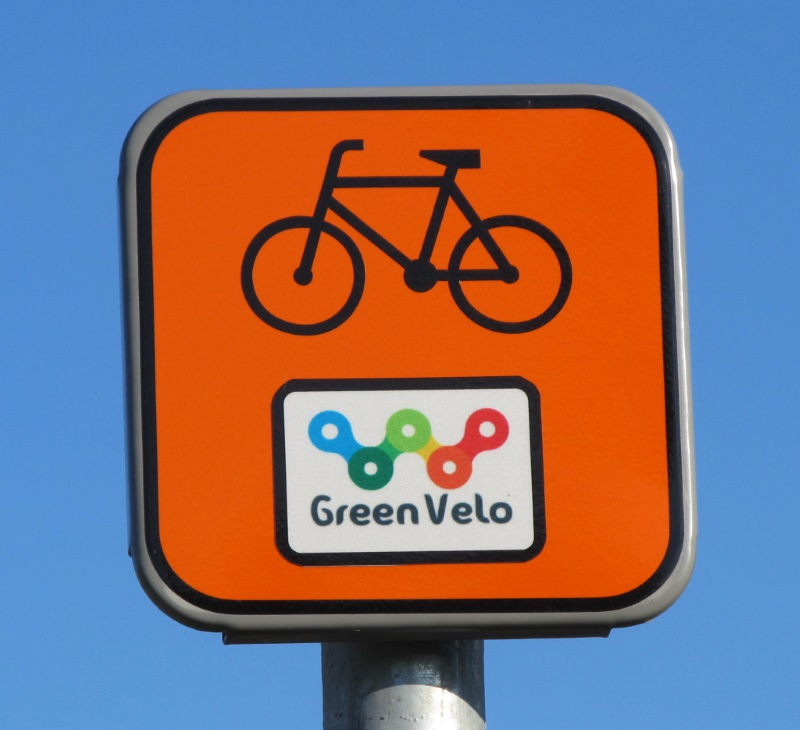

Durch Suliki verläuft der „Östliche Green-Velo-Radwanderweg“ (polnisch Wschodni Szlak Rowerowy Green Velo), der auf 2071 Kilometern Länge durch die Woiwodschaften Ermland-Masuren, Heiligkreuz, Karpatenvorland, Lublin und Podlachien führt, dabei fünf Nationalparks durchquert und Städte mit hoher natürlicher, kultureller und historischer Bedeutung berührt.

## Verkehr
Suliki liegt an einer Nebenstraße, die Sępopol (Schippenbeil) mit Prosna (Prassen) und Skandawa (Skandau) verbindet. Außerdem endet eine von Miedna (Honigbaum) und Romankowo (Romsdorf) kommende Landwegverbindung in Suliki. Ein Bahnanschluss besteht nicht.